# Bihav

Karta över bi- och randhav enligt Internationella sjöfartsorganisationen.

Ett bihav, inhav eller innanhav är en avgränsad del av en ocean. Ett bihav kan antingen vara ett randhav eller ett medelhav. Några exempel på bihav är Östersjön, som är ett medelhav, och Nordsjön, som är ett randhav, och Tasmanhavet, som också är ett randhav. Bihav kan, som exempelvis Östersjön, ha bräckt vatten om de bara har liten kontakt med vanligt havsvatten, men har stora tillflöden av sötvatten. 